# Emil Stroński
Emil Stroński (ur. 5 marca 1878, zm. 15 maja 1919 pod Zadwórzem) – major piechoty Wojska Polskiego, kawaler Orderu Virtuti Militari.

## Życiorys
Pochodził ze Śląska. Był oficerem cesarsko-królewskiej Obrony Krajowej, w szeregach której służył podczas I wojny światowej.
Po odzyskaniu przez Polskę niepodległości został przyjęty do Wojska Polskiego. W stopniu majora został komendantem Pułku Strzelców Cieszyńskich. Wraz z jednostką zaangażował się w udział w wojnie polsko-ukraińskiej, trwającej od listopada 1918. Przez kilka tygodnik bronił Lubienia. Po rozpoczęciu polskiej ofensywy sprawując stanowisko dowódcy III batalionu Pułku Piechoty Ziemi Cieszyńskiej poległ 15 maja 1919 pod Zadwórzem (według innych opisów pod Porzecze-Zadwornem w okolicy Lubienia).
Rozkaz dzienny gen. Józefa Hallera z 26 maja 1919 zawierał następujący fragment (dosłowny cytat): Nie mogę wyróżniać Waszych czynów bohaterskich, bo musiałbym zasługi wszystkich podnosić. Dziękuję Wam, oficerowie i żołnierze. Tym, którzy swoje życie bohatersko złożyli na ołtarzu ojczyzny, cześć i chwała! Pamięć o dzielnym dowódcy 8 pułku ułanów, maj. Strońskim i dowódcy batalionu maj. Bartmańskim, oraz poległych oficerach i żołnierzach nigdy nie zaginie.
26 marca 1921 został pośmiertnie zatwierdzony z dniem 1 kwietnia 1920 w stopniu podpułkownika, w piechocie, w grupie oficerów byłej armii austro-węgierskiej.

## Ordery i odznaczenia
- Krzyż Srebrny Orderu Wojskowego Virtuti Militari – pośmiertnie[6]